# Epilachna tredecimnotata
Epilachna tredecimnotata är en skalbaggsart som först beskrevs av Pierre André Latreille 1833.  Epilachna tredecimnotata ingår i släktet Epilachna och familjen nyckelpigor. Inga underarter finns listade i Catalogue of Life.